# Integrated Access Device
Pour les articles homonymes, voir IAD.
L'Integrated Access Device ou IAD est un équipement qui permet de transmettre des flux de différentes nature : voix, vidéo, données sur un support unique, souvent une ligne de type xDSL.
Sous forme de boîtier, il permet de connecter des téléphones analogiques mais aussi les ordinateurs.
Les IAD sont aujourd'hui proposés par les fournisseurs d'accès Internet pour fournir les offres de triple play avec leurs box.